# Samar Hachem
 (octobre 2017).
Si vous disposez d'ouvrages ou d'articles de référence ou si vous connaissez des sites web de qualité traitant du thème abordé ici, merci de compléter l'article en donnant les références utiles à sa vérifiabilité et en les liant à la section « Notes et références ».
Œuvres principales
Les Élus et les Pierres stellaires
- L'île de Lamero, Tome 1
- Le château embrumé, Tome 2
- L'amulette de Grizmoira, Tome 3
- Le prince d'Italaz et le coffre sacré, Tome 4
- Les sept fils d'Apollon, Tome 5
- Les Chevaliers Rouges, Tome 6

Samar Hachem est une écrivaine française née le 24 décembre 1994. Elle a publié son premier livre L'île de Lamero de la saga Les Élus et les Pierres stellaires, à l'âge de treize ans. Six tomes sont sortis à ce jour.

## Biographie
Samar Hachem naît en 1994. Passionnée de lecture, elle commence à écrire à treize ans, lors d’une panne d’électricité. Soutenue par ses parents, tous deux médecins, elle publie son premier livre L'île de Lamero, où elle met en place le monde fictif de Ripsa. Il constitue le premier tome de sa saga Les élus et les pierres stellaires. La suite naît sous la forme de plusieurs suites, rédigées alors que Samar Hachem est collégienne à Sedan.
Le dernier tome paraît en septembre 2017 ; entre-temps, Samar a poursuivi ses études dans le domaine du commerce, du marketing et de la communication,.
Grande amatrice de romans issus de la littérature fantastique, ses œuvres sont pour elle un moyen de s’évader vers un monde magique et aventureux.
Dix ans plus tard, elle publie le sixième et dernier tome de la saga, fin septembre 2017. Après sa participation à de nombreux salons du livre, mais également lors de passages télévisuels et dans la presse, Samar continue de vivre son rêve, avec son héroïne ancrée dans son quotidien : Sheila.